# Тіккайин
Тіккайи́н (каз. Тікқайың) — село у складі Алгинського району Актюбінської області Казахстану. Входить до складу Каракудицького сільського округу.
До 2009 року село називалось Івановка.
Населення — 299 осіб (2021; 369 у 2009, 441 у 1999, 535 у 1989).